# Jacek Pocięgiel
Jacek Pocięgiel (ur. 1957) – polski sędzia piłkarski, w 2020 roku skazany za korupcję.
Był polskim I ligowym i międzynarodowym (licencja FIFA od 1995) sędzią piłkarski i obserwatorem PZPN, wiceprzewodniczącym ds. Organizacyjnych Kolegium Sędziów przy Małopolskim ZPN. Pracował także funkcjonariusz wydziału dochodzeniowo-śledczego Milicji Obywatelskiej i Policji.
Karierę sędziowską w kraju rozpoczął w 1980. Jako arbiter międzynarodowy sędziował na Maracanie i Wembley. Jako liniowy prowadził 3 mecze podczas MŚ we Francji w 1998 roku. Wspólnie z Ryszardem Wójcikiem prowadził w 1999 mecz o Superpuchar Europy pomiędzy S.S. Lazio i Manchester United. Prowadził również mecze pierwszej edycji Klubowych Mistrzostw Świata w 2000 w Brazylii.
Po zakończeniu kariery sędziowskiej był prezesem krakowskiej agencji ochrony osób i mienia „Hektor” zajmującej się m.in. zapewnianiem porządku podczas meczów piłkarskich na stadionach Cracovii i Wisły czym w opinii przewodniczącego Komisji Etyki PZPN – Jana Tomaszewskiego naraził się na zarzut nieetycznego postępowania.
W 2002 roku ukazała się napisana przez niego książka dot. przepisów gry w piłkę nożną pt. „Piłka nożna – przepisy gry – komentuje sędzia Jacek Pocięgiel” (ISBN 83-89104-99-7).
Jako obserwator PZPN i jednocześnie sympatyk Cracovii, zamieszany był w korupcyjne ustawianie meczów tego klubu w II lidze w sezonie 2003/2004, co pozwoliło na awans Ekstraklasy. Został za to prawomocnie skazany i dożywotnio wykluczony ze struktur PZPN. Brał także udział w ustawianiu meczów II ligi z udziałem Podbeskidzia Bielsko-Biała w sezonie 2004/2005